# Кирца (комуна, Сібіу)
Кирца (рум. Cârța) — комуна у повіті Сібіу в Румунії. До складу комуни входять такі села (дані про населення за 2002 рік):
- Кирца (915 осіб) — адміністративний центр комуни
- Поєніца (18 осіб)

Комуна розташована на відстані 192 км на північний захід від Бухареста, 32 км на схід від Сібіу, 132 км на південний схід від Клуж-Напоки, 82 км на захід від Брашова.

## Населення
За даними перепису населення 2002 року у комуні проживали 933 особи.
Національний склад населення комуни:
| Національність | Кількість осіб | Відсоток |
| -------------- | -------------- | -------- |
| румуни         | 834            | 89,4%    |
| цигани         | 42             | 4,5%     |
| німці          | 38             | 4,1%     |
| угорці         | 14             | 1,5%     |
| турки          | 1              | 0,1%     |

Рідною мовою назвали:
| Мова       | Кількість осіб | Відсоток |
| ---------- | -------------- | -------- |
| румунська  | 838            | 89,8%    |
| циганська  | 41             | 4,4%     |
| німецька   | 37             | 4,0%     |
| угорська   | 12             | 1,3%     |
| українська | 1              | 0,1%     |

Склад населення комуни за віросповіданням:
| Релігія                                       | Кількість осіб | Відсоток |
| --------------------------------------------- | -------------- | -------- |
| православні                                   | 840            | 90,0%    |
| лютерани (Аугсбурзького сповідання)           | 25             | 2,7%     |
| лютерани (Синодально-пресвітеріанська церква) | 22             | 2,4%     |
| адвентисти                                    | 21             | 2,3%     |
| бретрени                                      | 8              | 0,9%     |
| реформати                                     | 6              | 0,6%     |
| баптисти                                      | 2              | 0,2%     |
| п'ятдесятники                                 | 1              | 0,1%     |
| греко-католики                                | 1              | 0,1%     |
| унітарії                                      | 1              | 0,1%     |
| не релігійні                                  | 1              | 0,1%     |
| не вказали релігію                            | 3              | 0,3%     |

## Зовнішні посилання
- Дані про комуну Кирца на сайті Ghidul Primăriilor [Архівовано 3 Серпня 2009 у Wayback Machine.]